# 栄養繁殖

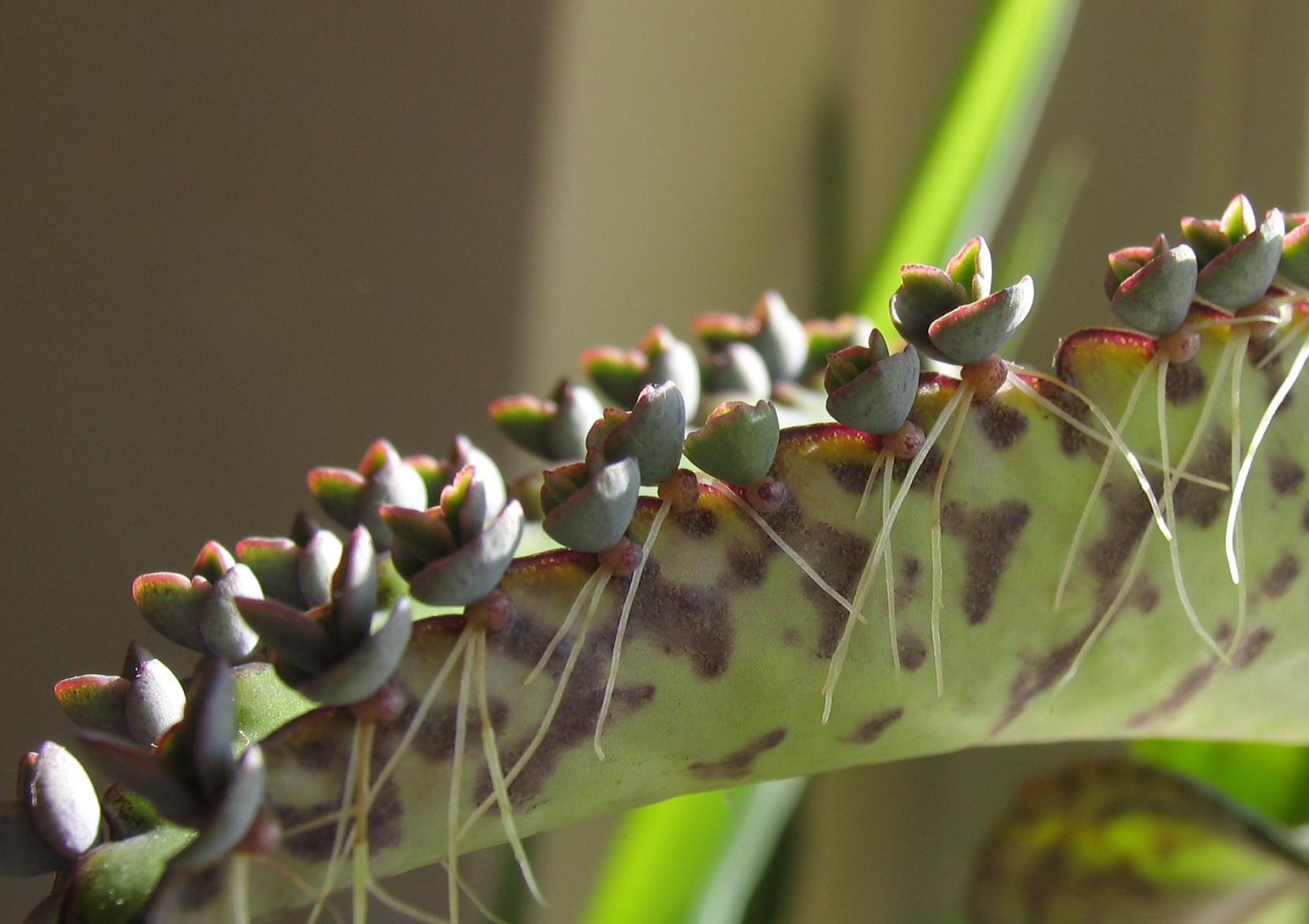
カランコエ（コダカラベンケイKalanchoe daigremontiana）の葉の周辺から芽生えた新しい個体。

栄養繁殖（えいようはんしょく、英語：vegetative propagation）とは、植物の生殖の様式の1つ。栄養生殖（vegetative reproduction）とも呼ぶ。胚・種子を経由せずに根・茎・葉などの栄養器官から、次の世代の植物が繁殖する無性生殖である。
植物の繁殖様式の1つとして観察され、特に種子繁殖力が低い高次倍数体では一般的な繁殖様式である。農業でも作物の種苗生産に広く用いられており、イモ類や球根の例がある。以下は主に農業（園芸）の観点から、栄養繁殖について記述する。

## 栄養繁殖器官とその例

### 茎（地下茎）に由来
鱗茎（りんけい、scaly bulb, bulb）
短い地下茎に、栄養分を貯めた葉が密生したもの。園芸でいう「球根」の多くは鱗茎である。例：ニンニク、ユリなどユリ科植物。ただし、タマネギの鱗茎は成長過程で一時的に休止しているもので、栄養生殖ではない。
塊茎（かいけい、tuber）
伸びた地下茎の先端が栄養分を溜め肥大したもの。例：ジャガイモ、シクラメン
球茎（きゅうけい、corm, soid corm）
地下茎の基部が栄養分を貯めて球状になったもの。例：サトイモ、クワイ、グラジオラス
根茎（こんけい、rhizome, rootstalk）
水平方向に伸びた地下茎が肥大化したもの。例：ハス、タケ、タケニグサ
水平に伸びつづけるが、肥大はせずに節々から地上へ芽を出す。ドクダミ、ハンゲショウ
ランナー（runner）
匍匐枝（ほふくし）、走出枝（そうしゅつし）とも言う。地上に伸びるが地下茎の一種。例：シダ植物の一部、イチゴ、ユキノシタ

### 根に由来
塊根（かいこん、tuberous root, root tuber）
根が栄養分を溜め肥大したもの。例：サツマイモ
横走根（おうそうこん、creeping root）
地下を水平方向に伸び、その先端や途上に地上茎を生じるもの。例：ガガイモ

### その他
葉（は、leaf）
一部の植物では、葉の周辺部に芽（不定芽）が作られ、植物体に成長する。例：カランコエ
零余子（むかご、珠芽 brood bud, 鱗芽 bulbil, 肉芽 aerial tuber）
葉の付け根にできる芽が栄養分を貯めて球状となったもの。葉に由来する珠芽・鱗芽、茎に由来する肉芽がある。例：ヤマイモ、ムカゴイラクサ、オニユリ
担根体（たんこんたい）
根でも茎でもない、ヤマノイモ属に特有の器官。例：ヤマノイモなどヤムイモ類。
球根（きゅうこん、bulb）
塊茎・球茎・鱗茎・塊根・根茎・担根体の総称（園芸用語）

## 園芸で用いる栄養繁殖
野菜（蔬菜）・果樹・花（花卉）の園芸各分野や、ガーデニング（家庭園芸・造園）で栄養繁殖による増殖が広く行われている。前記の栄養繁殖器官を種苗として用いるほかにも、挿し木（葉挿しを含む）、取り木、茎伏せ(圧条法)、株分け、接ぎ木などの手法がある。また、1980年代から、組織培養によって作成されたクローン苗も一部では利用されている。
接ぎ木は、果樹など種子での増殖が難しい木本植物の増殖にも用いられる。このような木本植物の接ぎ木は、一種の人為的な栄養繁殖と捉えることができる。

## 種苗管理上の問題
栄養繁殖は短い期間に同じ遺伝子型の作物を増殖させることができるが、一度ウイルスに感染すると、そのウイルスを保持したまま増殖することになる。ウイルスに感染した作物は収量や品質が劣るので、対策が必要になる。多くの作物ではその特性に変化がおきないように公的機関が大元になる種苗（原々種・原種）を生産し、それをさらに増殖した後に一般に配布する。一度ウイルス感染が起きてしまったものに対して、組織培養によるウイルスの除去（ウイルスフリー化）が行われることもある。

## 栄養繁殖ではない植物の無性生殖
植物では、体細胞から不定胚発生をするアポミクシス（無性胚発生）がギニアグラスなどで、珠心細胞が胚発生する多胚現象（珠心胚実生）が柑橘類やマンゴーで観察されている。